# 宝都街道
宝都街道，是中华人民共和国山東省潍坊市昌乐县下辖的一个乡镇级行政单位。

## 行政区划
宝都街道下辖以下地区：
东南村社区、南关社区、西村社区、北关社区、车站社区、南王社区、东田社区、南三里社区、五闫家庄社区、东山王社区、东山李社区、前东村社区、后东村社区、郭家庄社区、周家庄社区、曲家庄社区、南流泉社区、吴家池子社区、南肖社区、三和社区、月亮湾社区和流泉社区。